# Edelmetalllombardkredit
Ein Edelmetalllombardkredit ist eine Form des Lombardkredits, bei der Edelmetalle als Kreditsicherheit zum Zwecke der Kreditgewährung verpfändet werden.
Obwohl er zu den ältesten Formen des Kreditgeschäfts zählt, ist er heute selten und wird in der Regel nur noch in Pfandleihhäusern abgewickelt.
Ausgangspunkt zur Berechnung des Beleihungswertes ist der effektive Edelmetallwert des verpfändeten Gegenstandes. Von diesem Beleihungswert werden etwa bei Münzen (je nach Pfandleihhaus) 20 % Abschlag berücksichtigt, sodass die Beleihungsgrenze – und damit der maximal mögliche Kreditbetrag – 80 % des Beleihungswertes beträgt, auch wenn der Sammlerwert weitaus höher liegt.